# Centro-Vale do Loire
Centro-Vale do Loire ou Centro-Vale do Líger (em francês: Centre-Val de Loire), denominado Centro (em francês: Centre) até 17 de janeiro de 2015, é uma das 18 regiões administrativas da França. A região é constituída por 6 departamentos: Cher, Eure-et-Loir, Indre, Indre-et-Loire, Loir-et-Cher e Loiret. Sua capital é a cidade de Orléans.